# Mario Zaccone
Mario Zaccone (Torino, 14 aprile 1883 – ...) è stato un generale italiano del Regio Esercito durante la seconda guerra mondiale.
È ricordato per il suo ruolo nel corso delle operazioni italiane sul fronte greco-albanese nel 1940.

## Biografia
Mario Zaccone nacque a Torino nel 1883, figlio di Rodolfo e di Margherita Massa. Allievo dell'Accademia militare nel 1904/1906 ne uscì sottotenente di Fanteria partecipando alla Guerra italo turca in Libia e alla Grande Guerra, quale tenente e capitano. Nel 1917 passò al Corpo di Stato Maggiore, conseguendo i gradi di maggiore (presso il 203º reggimento fanteria) e tenente colonnello entro il 1918. Fu nel corso della Grande Guerra decorato con medaglia di Bronzo e di Argento al valor militare.
Da Colonnello, grado indossato il 29 settembre 1931, fu prima comandante del Distretto Militare di Palermo e Giudice aggiunto al Tribunale Militare della città siciliana nel 1931/34 e poi comandante del 19º Reggimento Brescia in Tripolitano ed Etiopia, nel 1935/1937. 
Dal 1º luglio 1937, promosso Generale di Brigata, fu Comandante della 24ª divisione di fanteria Gran Sasso nel 1938/1939 a L'Aquila.
Allo scoppio della guerra (10 giugno 1940) assunse il comando della 47ª Divisione Fanteria Bari in Puglia, e partecipò con la sua unità alle operazioni sul fronte Greco dai primi di novembre 1940.
Fu sostituito dal Gen. Achille D'Havet al comando della Bari dal 15 novembre successivo.